# Sierra Madre Range (Wyoming)
La Sierra Madre Range es troba a l'estat dels Estats Units de Wyoming (part centre sud) i a la part nord central del de Colorado. Geològicament es pot considerar una extensió del Park Range de Colorado. Al sud de la Great Divide Basin, hi ha els cims més alts d'aquesta serralada. La seva conca occidental drena dins el riu Colorado i l'est drena dins el riu North Platte. Buck Mountain (11,396 feet (3274 m)) és el cim més alt i es troba a Colorado. Bridger Peak (11,004 peus (3,354 m)) és el cim més alt dins la part de Wyoming.
Hi va haver mineria del coure a la mina Ferris-Haggarty mine que es troba a dues milles de Bridger Peak. Es va trobar or aa la dècada de 1890 i va provocar una curta febre d'or. Hi ha possibilitats que hi hagi encara or.
La majoria de la serralada es troba dins de l'àrea protegida de Medicine Bow – Routt National Forest. que inclou Encampment River Wilderness, el Huston Park Wilderness, i parts de la Mount Zirkel Wilderness. Aquesta serralada està travessada per l'autopista Wyoming Highway 70, però a l'hivern està tancada) travessa la divisòria continental (Continental Divide) a una altitud de 3.022 m a Battle Pass.
En aquesta serralada hi ha espècies que es cacen com l'elk, el mule deer i el grouse.